# ニューヨーク・ニュージャージー方面作戦
ニューヨーク・ニュージャージー方面作戦（英: New York and New Jersey campaign）は、アメリカ独立戦争中の1776年から1777年の冬にかけて、ニューヨーク市とニュージャージーの支配を巡って、ウィリアム・ハウ将軍指揮するイギリス軍とジョージ・ワシントン将軍指揮する大陸軍の間で行われた一連の戦闘である。ハウはワシントン軍をニューヨーク市から追い出すことに成功したが、ニュージャージーまで手を伸ばし過ぎたがために、1777年1月にはニューヨーク市近くに幾つかの前進基地を保持するだけで、活動できる作戦シーズンを終わらせることになった。イギリス軍は戦争の残り期間ニューヨーク市を保持し、他の標的に対する遠征軍の基地として使い続けた。
ハウは1776年3月にボストン市を保持することに失敗した後、撤退した軍隊にイギリス本国からの援軍と、さらに神聖ローマ帝国の幾つかの侯国からドイツ人傭兵を加えて軍隊を集結させた。まず7月3日にイギリス軍がスタテンアイランドに無抵抗で上陸したことに始まり、8月には再度無抵抗でロングアイランドに上陸し、ワシントン軍をブルックリンやローワーマンハッタンから北のホワイトプレインズに追い出した。この時点でハウはマンハッタンに戻り、マンハッタン島の北部にワシントンが残していった部隊を捕獲した。
ワシントン軍はボストン包囲戦に参加した部隊の他に遠くバージニアなどの植民地からの連隊も加えていた。その軍隊の大半はハドソン川を越えてニュージャージーに渡り、さらにデラウェア川を越えてペンシルベニアまで撤退したが、兵士の徴兵期限切れ、脱走および士気の低下もあって勢力が減退していた。ハウは12月に入ってその軍隊に冬季宿営入りを命令し、ニューヨーク市からニュージャージーのバーリントンまで一連の前進基地を構築させた。1776年暮れ、ワシントンは軍隊の士気を上げるために凍ったデラウェア川を渡って、ニュージャージーのトレントンにあったイギリス軍守備隊を急襲して成功し、ハウの前進基地の連なりをニューブランズウィックとニューヨークに近い海岸線まで押し戻した。ワシントン軍はニュージャージーのモリスタウンで冬季宿営を張った。その冬の残りは、イギリス軍がまぐさと食料を求めていたので、たびたび小競り合いを繰り返した。
イギリス軍は1783年にアメリカ独立戦争が終わるまでニューヨーク市とその周辺の領地を支配し続け、北アメリカの他地域に対する作戦の基地として使った。1777年、ハウはフィラデルフィアを占領するための作戦を開始し、ニューヨーク市地域の指揮はヘンリー・クリントン将軍に任せた。一方ジョン・バーゴイン将軍がケベックからハドソン川流域の支配を目指して南下し、サラトガで挫折した。戦争の残り期間、ニュージャージーの北部と海岸部はニューヨーク市を占領するイギリス軍からの小競り合いや襲撃の舞台となり続けた

## 背景
1775年4月にアメリカ独立戦争が勃発してから間もなく、イギリス軍と植民地軍はバンカーヒルの戦いで激突した。その戦いでイギリス軍が勝利したものの、払った代償も大きかったという知らせがロンドンにもたらされた時、ウィリアム・ハウ将軍と北アメリカ植民地に対する担当官であるジョージ・ジャーメイン卿は、イギリス帝国中から集めた部隊に、神聖ローマ帝国のドイツ諸侯国から雇用した部隊を併せて、ニューヨーク市に対して「断固たる行動」をとるべきことに決めた。
第二次大陸会議から大陸軍の総司令官に指名されたばかりのジョージ・ワシントン将軍は、ニューヨーク市が「絶対的に重要な地点」であると他の者に繰り返し語っており、ボストン包囲戦の指揮を執るためにボストンに向かう途中、ニューヨーク市に立ち寄ったときにそこで民兵隊の組織化を始めていた。1776年1月、ワシントンはチャールズ・リー将軍に部隊を立ち上げニューヨーク防衛のための指揮を執るよう命じた。1776年3月、ワシントンがボストン市の南にある高地を要塞化してイギリス軍に脅しを掛けた後、イギリス軍はボストンを明け渡した。リーがこの知らせを聞いた時は、ニューヨークの防御を固めているときだった。ワシントンはハウがボストンからニューヨーク市に直接艦船で向かうことを心配し、ボストンから陸路部隊を急行させた。その中には4月半ばにワシントンがニューヨーク市に到着するまで部隊を指揮していたイズラエル・パットナム将軍も含まれていた。4月末、ワシントンはジョン・サリバン将軍に6個連隊をつけて経過が思わしくないカナダ侵攻作戦を援護するための遠征軍を派遣した。

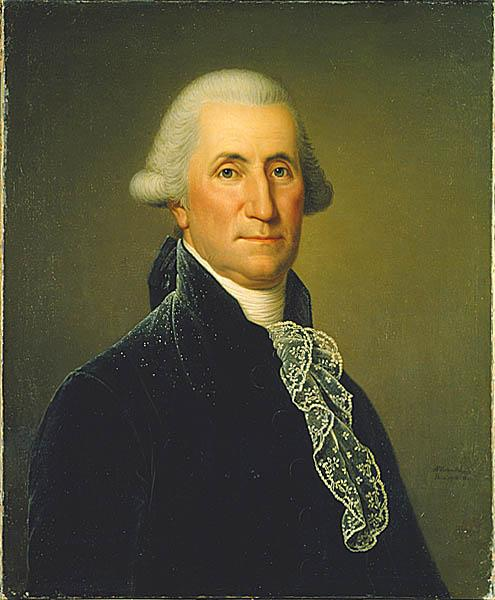
ジョージ・ワシントン、アドルフ・ウルリク・ヴェルトミュラー画

ハウ将軍はニューヨーク市に直接向かわずにノバスコシアのハリファックスに引いて、ヨーロッパ中の港から船出しニューヨークに向かっていたイギリス軍を乗せた輸送船団がハリファックスに集まり始める中で軍隊を再編成した。6月、ハウは全ての輸送船が到着する前に、ハリファックスに集結した9,000名の兵士と共にニューヨーク市に向けて出港した。主にヘッセン＝カッセルから雇用したドイツ兵とヘンリー・クリントンが指揮するイギリス兵の部隊は両カロライナに遠征を行った後にニューヨークでハウの艦隊と落ち合うこととされた。ハウの兄であるイギリス海軍のリチャード・ハウ提督はウィリアム・ハウ将軍が出発した後に輸送船団を率いてハリファックスに到着し、即座に後を追った。
ハウ将軍の艦隊がニューヨークの外港に到着すると、7月2日には防御の施されていないスタテン島とロングアイランドの間のナローズを航行し、その日に無抵抗でスタテン島への上陸を開始した。ワシントンは捉えた捕虜からハウが10,000名の部隊を上陸させたが、さらに15,000名の到着を待っていることを知った。ワシントン軍の実効勢力はイギリス軍が揃った場合の勢力より小さい19,000名であり、イギリス軍とその作戦についてしっかりとした情報に不足しており、ハウがニューヨーク地域のどこを襲ってくるかも判断しかねていた。結果的に大陸軍はロングアイランドとマンハッタンおよび大陸本土の防衛陣地に軍を分けてしまった。さらにはニュージャージー北部に「フライング・キャンプ」までも設けた。この部隊はハドソン川のニュージャージー川岸でならばどこでも大陸軍の作戦を支援するように意図された予備隊だった。

## ニューヨーク市の占領

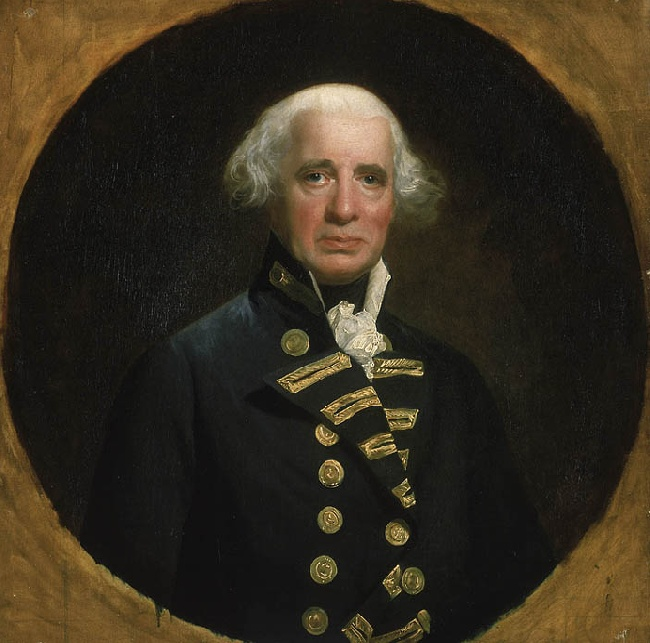
リチャード・ハウ提督、ジョン・シングルトン・コプリーが描いたものをR・ダンカートンがメゾチントで複製

ハウ兄弟はイギリスの議会から休戦の使者としての権限を認められてきており、紛争を平和的に解決する限定付きの権限があった。イギリス国王ジョージ3世は休戦の可能性について楽観的ではなく、「私はやってみるべきだと今も思う。あらゆる活発な行動を絶え間なく実行すべきだ」と語っていた。ハウ兄弟の権限は「一般的および特別の恩赦」を認め、「国王の臣下である者と協議すること」に限られていた。7月14日、ハウ提督はこれらの権限を遂行するために、港の向こうに「ジョージ・ワシントン殿」と宛てた手紙を持たせた使者を派遣した。ワシントンの副官ジョセフ・リードはそのような肩書きの者はこの軍隊に居ないとその使者に丁重に返答した。ハウ提督の副官は「宛先の細部」で手紙を届けることを妨げるべきではないと記し、ハウは受け取り拒否に見るからに困っていたと言われていた。2回目の手紙は「ジョージ・ワシントン殿、等」と宛てられており、同じように受け取りを拒絶された。ただし、その使者はワシントンがハウの副官の一人と会う用意があると告げられた。7月20日に行われた会談では、反逆者（アメリカ独立推進者）は恩赦を求めるような悪事を働いたわけではないので、ハウ兄弟が認められている限定付きの権限は何の用もなさないとワシントンが指摘し、物別れに終わった。
8月遅く、イギリス軍は約22,000名の軍（ドイツ人傭兵9,000名を含む）をロングアイランドに輸送した。8月27日のロングアイランドの戦いでは、イギリス軍が大陸軍陣地の側面を衝いてブルックリン・ハイツの砦まで後退させた。ハウは砦に対する包囲戦の手配を始めたが、ワシントンは夜陰に紛れてまだ抑えられていなかった後面のイースト川を渡ってマンハッタン島までの撤退を巧みに成功させた。ハウはその陣地を固めるために一旦行軍を停止させ、次の作戦を検討した。

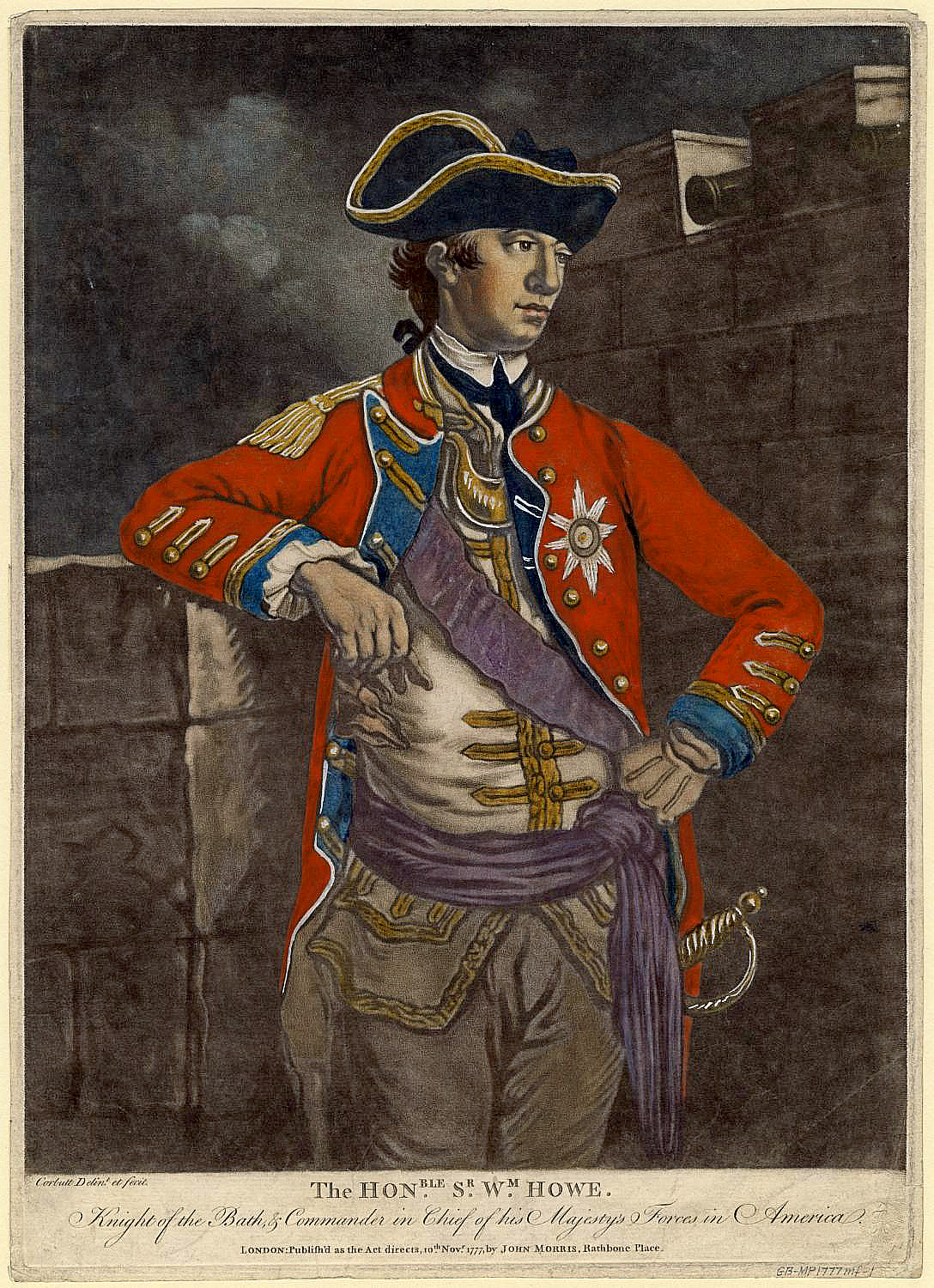
ウィリアム・ハウ将軍、1777年のメゾチント

ロングアイランドの戦いの後で大陸軍のジョン・サリバン将軍が捕らえられた。ハウ提督はサリバンに、フィラデルフィアの大陸会議に宛てた伝言を届けるよう説得し、仮釈放で解放した。ワシントンもそれを認めたので、9月2日にサリバンは大陸会議に行って、ハウ達が交渉を望んでおり、実際に与えられているものよりも幅広い権限を与えられていると語った。このことで急進的とは見られたくなかった大陸会議では、申し出を直ぐに拒否することがどのような事態になるかという外交上の議論が生じた。その結果大陸会議はおそらくは何も生まないだろうと考えていたハウとの協議に代表団を送ることに同意した。9月11日、ハウ兄弟はスタテン島和平協議でジョン・アダムズ、ベンジャミン・フランクリンおよびエドワード・ラトリッジと会見した。その結果はアメリカ側が予想していた通りとなった。
こうしている間に、以前に大陸会議からニューヨーク市を死守するよう命令されていたワシントンは、マンハッタン島で自軍が包囲される恐れがあるので、次から次と罠から抜け出す方法を考えていた。北への脱出路を確保するために、当時はローワーマンハッタンを占めているだけだったニューヨーク市内には5,000名の部隊を置き、残りの部隊を率いてハーレムハイツに移動した。このとき、潜水艇タートルを使ってイギリス海軍の旗艦HMSイーグルを沈めようとする新しい試みが行われたが失敗した。これは戦争に潜水艦が使われた最初の記録となった。
イギリス軍はロングアイランドを取った後で、マンハッタンを取るために動いた。9月15日、ハウは約12,000名の部隊をローワー・マンハッタンに上陸させ（キップス湾の上陸戦）、素早くニューヨーク市を占領した。大陸軍はハーレム・ハイツまで後退し、そこで翌日に小競り合い（ハーレムハイツの戦い）があったが、その陣地は確保した。ハウはワシントン軍の強固な陣地に対する2回目の攻撃でも側面を衝く戦術を選んだ。10月18日にウェストチェスター郡に幾らかの抵抗を受けながらも上陸した部隊を使って再度ワシントン軍を取り囲もうとした。ワシントンはその動きに対抗するために軍の大半をホワイトプレインズまで後退させ、10月28日のホワイトプレインズの戦いの後に、さらに北に後退した。このことでアッパーマンハッタンに残っていた大陸軍の部隊が孤立したので、ハウはマンハッタンに戻り、11月半ばにはワシントン砦を占領して守備隊約3,000名を捕虜に取った。その4日後、ワシントン砦からハドソン川を隔てて対岸のリー砦も占領した。ワシントンはその軍隊の大半を率いてハドソン川を渡りニュージャージーに入ったが、イギリス軍が攻撃的に進軍してきたために更なる後退を強いられた。

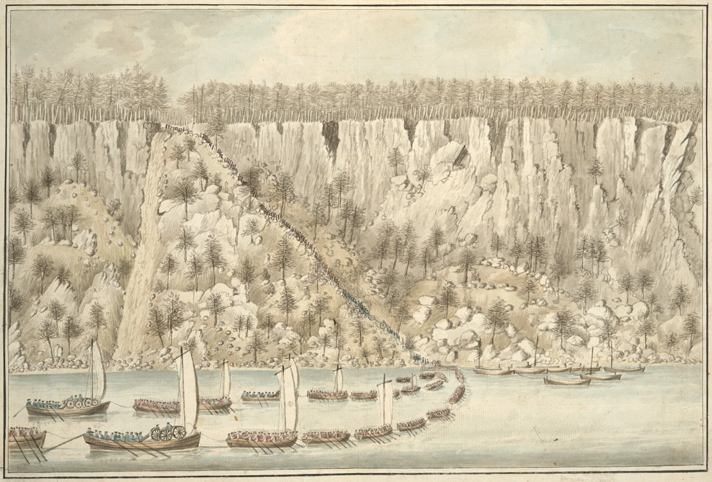
イギリス軍がニュージャージーに上陸する様子。フランシス・ロードンの作と見られている。

ハウ将軍はニューヨーク港周辺のイギリス軍の位置づけを確固としたものにした後で、その部下であるヘンリー・クリントンとヒュー・パーシーの2人に6,000名の部隊を付けて、ロードアイランドのニューポート占領のために派遣した。この部隊は12月8日に抵抗されることなくニューポートを占領した。さらにチャールズ・コーンウォリス将軍にはワシントン軍を追ってニュージャージーに向かわせた。12月初旬、大陸軍はデラウェア川を渡ってペンシルベニアに退却した。

## 周りの反応
大陸軍、ひいては革命そのものの将来性は風前の灯になった。トマス・ペインは著書『アメリカの危機』の中で「これは人々の心を試す時だ」と記していた。ワシントン軍の中で任務遂行に適した者の数は5,000名以下に萎み、その年の暮れに徴兵期間が過ぎた後はさらに減ずることになっていた。気力は低下し、民衆の支持は動揺し、大陸会議はイギリス軍からの攻撃を恐れてフィラデルフィアを放棄した。ワシントンは失敗したカナダ侵攻作戦から戻った部隊の幾つかに自隊と合流するよう命令し、またニューヨーク市の北部に残していたリー将軍の部隊にも合流するよう命令した。リーは当時ワシントンとの関係が難しくなっており、口実を作ってニュージャージーのモリスタウンまで移動しただけだった。リーがその部隊から離れていた12月12日、ロイヤリストの裏切りにあって、バナスター・タールトン中佐の率いるイギリス軍中隊にその泊まっていた宿屋を取り囲まれ、捕虜になった。リーの部隊の指揮はジョン・サリバンが引き継ぎ、トレントンから川を渡ってワシントンの宿営地に合流した。
リーを捕獲したことはハウにとって問題のある捕虜を抱えたことになった。大陸軍の多くの指揮官達と同様、リーは以前にイギリス軍に仕えていた。このためにハウは当初リーを脱走者として扱ったが、これは軍隊の制裁を課する恐れがあった。しかしワシントンが調停して、リーを捕虜として扱うようにした。リーの待遇は良くなり、イギリス軍の指揮官に如何にしてこの戦争に勝つかを助言することもあった。大陸軍にはリーに匹敵する高官の捕虜がいなかったので、リーは1778年までニューヨーク市に捕虜として留め置かれ、その後にリチャード・プレスコットと捕虜交換になった。

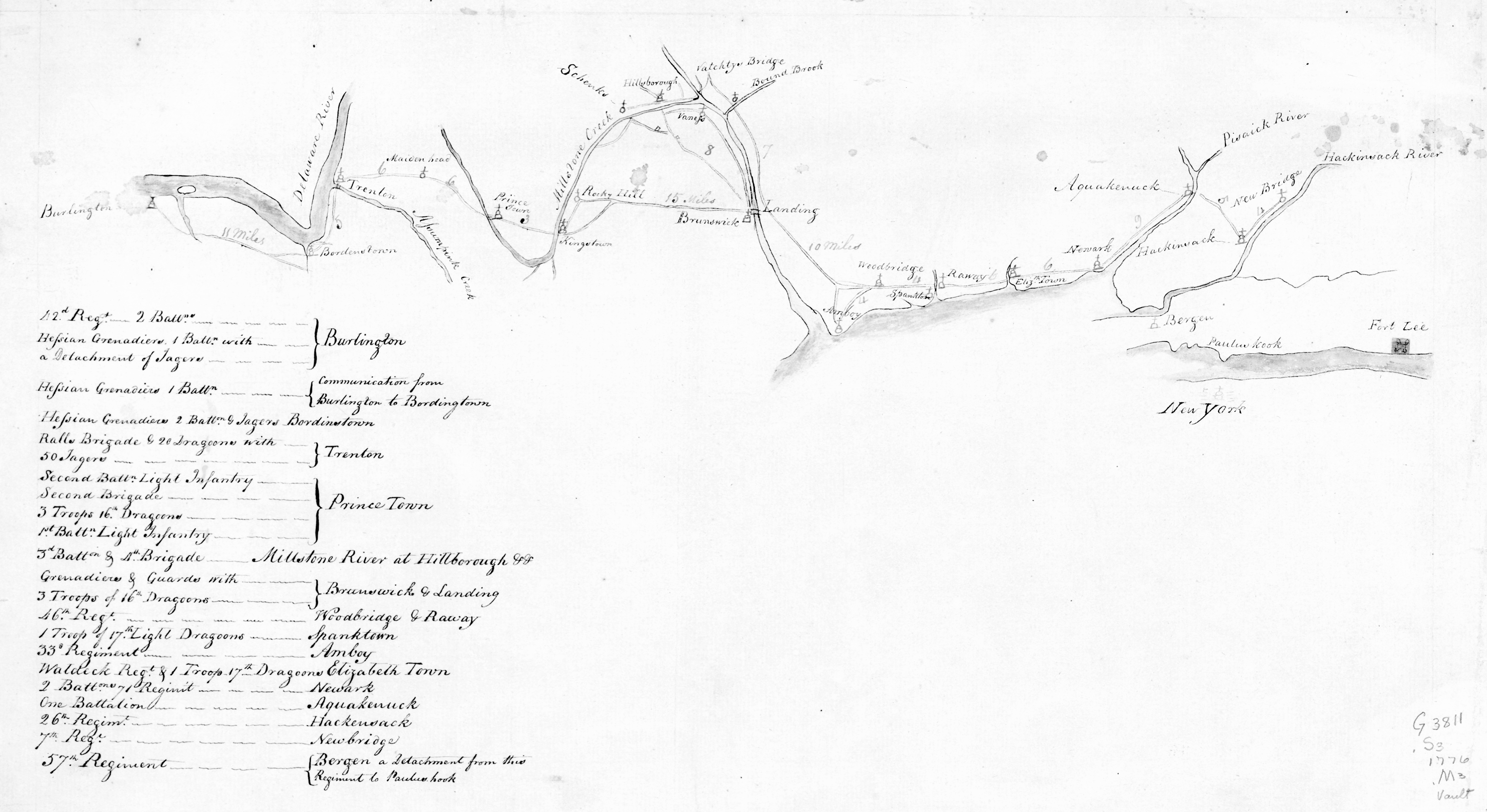
ニュージャージーにおけるイギリス軍の前進基地を示す当時の手書き地図、北が右向きに描かれている

大陸軍がニューヨーク市を守れなかったためにロイヤリストの活動が活発になった。イギリス軍は植民地民兵の連隊を作るためにニューヨークやニュージャージーで積極的に徴兵を行い、幾らかは成功した。地域のロイヤリストは大陸軍の兵士が徴兵期間を過ぎて故郷に戻ってきたのを見て動機付けられた可能性がある。あるニューヨークのパトリオット民兵指揮官は、部下の30名が彼と共に大陸軍に再入隊するのではなく、敵の部隊に入るための署名を行ったと記していた。11月30日、ハウ提督は英国王室に反抗して武器を取った者でも、英国王室に対する忠誠を誓えば恩赦を与えるという声明を出した。これに対しワシントンは、そのような誓言を拒否しなかった者は即座にイギリス軍前線の背後に行くべきだということを示唆する宣言を発した。その結果、ニュージャージーは内戦状態となり、戦争の残り期間、民兵の活動と共にスパイや逆スパイの活動が続くことになった。
ニューヨークを占領したという知らせはロンドンで好意的に迎えられ、ハウ将軍はその功績に対してバス勲章を与えられた。さらにケベックが回復したという知らせもあり、イギリス指導者層にはこの戦争が1年かそこらで終わるものと考えさせる状況にあった。ハウ提督が恩赦を与えるという声明を出したという知らせは、その条件が政府の強硬派が予測していたよりも寛大だったので、幾らかの驚きをもって迎えられた。戦争に反対していた政治家は、この宣言が議会判断の優先に言及していないことを指摘した。さらにハウ兄弟は、彼らが行った様々な和平努力について議会に報告していなかったことを責められた。

## ハウの戦略
この年の作戦が明らかに終わりを告げた時に、イギリス軍はパースアンボイからボーデンタウンまで伸びる一連の前進基地を設立し、冬季宿営に入った。ニューヨークとニュージャージーの大半を支配しており、春に攻撃を再開し、反乱軍の首都であるフィラデルフィアを撃つための距離としては格好の位置づけにあった。クリントン将軍に占領させたニューポートは、将来ボストンやコネチカットに対する作戦の基地として使うことができた。ハウはジャーメイン卿に宛てた手紙で翌年の作戦を描いていた。ニューポートに10,000名、（ケベックから南下してくる軍隊に合わせて）オールバニへの遠征に10,000名、ニュージャージーを越えてフィラデルフィアを脅かすために8,000名、およびニューヨークを守るために5,000名としていた。もし外国の軍隊を使えるならば、南部の諸邦に対しても作戦を検討できるともしていた。

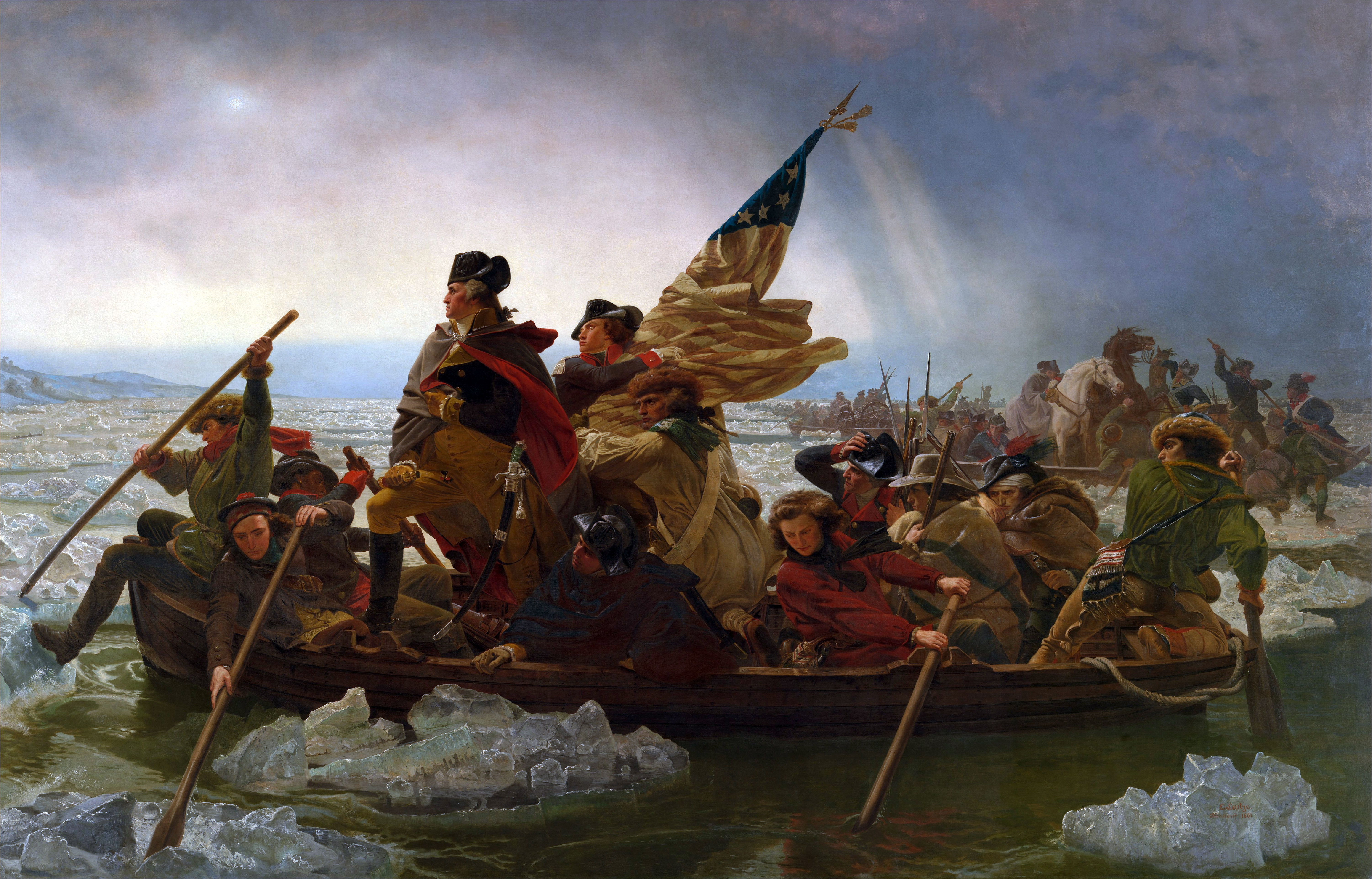
『デラウェア川を渡るワシントン』、エマヌエル・ロイツェが1851年に描いたこの絵はアメリカ史の象徴になった

## ワシントンの反撃
ワシントンはいかにしてその軍隊を纏めていくかに苦慮する中で、比較的無防備なイギリス軍前進基地への攻撃を計画した。そこは民兵と軍隊による襲撃が続いたために常に不安定な状況になっていた。ドイツ人指揮官カール・フォン・ドノープとヨハン・ラールはその旅団が前進基地の並びの外れにあり、これら襲撃の標的にされることが多かったが、イギリス軍のジェイムズ・グラント将軍に繰り返し警告し、支援を求めても無視されていた。
ワシントンは12月半ばからトレントンにあるラールの前進基地を2方向から攻め、ボーデンタウンにあるドノープの前進基地を3番目の部隊が陽動攻撃する作戦を立てた。この作戦は偶然ある民兵中隊がドノープの全軍2,000名をボーデンタウンから南に引き付け、12月23日のマウントホリーでの小競り合い（アイアンワークスヒルの戦い）に繋がったことで助けられた。その結果、ワシントンがトレントンに攻撃を掛けたときにドノープ隊がラール隊を助けられない位置におくことになった。クリスマスの夜、ワシントンと2,400名の部隊が密かにデラウェア川を渡り、12月26日朝のトレントンの戦いでラールの前進基地を急襲し、1,000名近いドイツ人傭兵を殺害あるいは捕獲した。この勝利で大陸軍の士気を著しく上げたが、コーンウォリスをニューヨークから引き出すことにもなった。コーンウォリスは6,000名以上の部隊を集結させ、その大半を率いてワシントンがトレントンの南に布いていた陣地に向かった。コーンウォリスは1,200名の兵士をプリンストンの守備隊として残し、1月2日にワシントンの陣地を攻撃したが、3度撃退され、その後に日が暮れた。ワシントンは夜の間にまたもやひそかに軍を動かし、コーンウォリス軍を迂回してプリンストンの守備隊攻撃に向かった。
大陸軍の前衛隊を指揮していたヒュー・マーサー将軍はチャールズ・モーフッドの指揮するプリンストンからのイギリス部隊と遭遇した。その結果起こったプリンストンの戦いでマーサーが致命傷を負った。ワシントンはジョン・カドワラダー将軍の下に援軍を送り、モーフッドとプリンストンからの部隊を追い返すことに成功した。イギリス部隊はトレントンのコーンウォリス隊の所に逃亡した。この戦闘でイギリス部隊はその勢力の4分の1以上を失い、大陸軍の士気はさらに上がった。

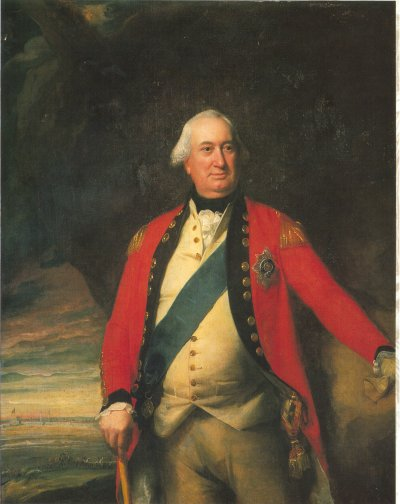
チャールズ・コーンウォリス将軍、ジョン・シングルトン・コプリー画

ハウ将軍はこの敗北によってその軍隊の大半をニュージャージーから引き上げあせることとなり、ニューブランズウィックとパースアンボイの前進基地のみを残した。ワシントン軍はニュージャージーのモリスタウンで冬季宿営に入り、ニュージャージーの大半をイギリス軍から取り戻した。しかし、両軍共に糧食が足りなくなり、その指揮官達は部隊を派遣して食料などの物資を略奪させた。その後の数ヶ月間は「まぐさ戦争」と呼ばれ、互いに物資を求める敵部隊への襲撃を続けた。このことでミルストーンの戦いなど多くの小競り合いや小戦闘が起こった。イギリス軍は糧食の問題で仲間内でも詰り合った。パーシーはニューヨークとニュージャージーに物資を供給するためのニューポート基地の能力についてハウと意見の不一致が続いた後、その任務を辞した。

## 作戦の後
イギリス軍はニューヨーク港とその周辺の農業地帯を支配下に収め、ニューヨーク市とロングアイランドは1783年の終戦まで保持した。大陸軍はかなりの損失を出し、重要な物資を失ったが、ワシントンはその軍隊の中核を維持し、この戦争を終わらせかねないイギリス軍との決定的な対峙を避けることができた。トレントンとプリンストンでの大胆な攻撃と勝利によって主導権を取り戻し、軍隊の士気を上げた。ニューヨーク植民地のニューヨーク市周辺、ニュージャージーおよびコネチカットは戦争の残り期間に打ち続く抗争の舞台になった。
トレントンとプリンストンの戦いに関してハウがロンドンの上官に送った初期の報告書はその重大性を最小化しようとしており、トレントンの場合はラールを非難し、プリンストンの場合は防衛に成功したような印象を与えようとしていた。この報告に対してジョージ・ジャーメインを初め誰もが騙されたわけではなかった。ドイツのレオポルド・フィリップ・フォン・ハイスター将軍に宛てた手紙でジャーメインは、「（トレントンで）指揮を執った士官と、この不運が帰せられる者がその無分別で命を失った」と記していた。ハイスターは続いてその国王であるフリードリヒ2世 (ヘッセン＝カッセル方伯)に報告しなければならず、1個旅団全体が失われただけではなく、16の連隊旗と6門の大砲も失われたと知らせた。この報せにフリードリヒは激怒し、ハイスターに帰郷を提案したとされている。事実ハイスターはその通りに行い、ヘッセンの軍隊指揮をヴィルヘルム・フォン・クニプハウゼンに渡した。フリードリヒはさらに1776年の事件に関する広範な査問も命じ、1778年から1782年まで査問が行われた。これらの査問によりこの方面作戦に関する特徴ある史料が生み出された。
ワシントンが戦いに勝ったという報せは重要なタイミングでパリにも到着した。駐フランスイギリス大使ストーモント卿はフランスの外務大臣ヴェルジェンヌ伯爵にフランスがアメリカの反乱者に与えていた財務と兵站の半ば秘密の支援に関して苦情を準備していた。ストーモントはアメリカ向けの物資がフランスの旗を掲げた船に積まれるようになるのを知った。それ以前はアメリカの旗を掲げた船に積まれていた。ストーモントはフランスの宮廷がその報せに著しく満足しており、フランスの外交的立場は大いに強化されたと記し、「ヴェルジェンヌ大臣はその心の中で敵対的であり、反逆者のの成功を切望していることは疑いが無い」とも記していた。

## 次の段階へ
イギリスは1777年の作戦シーズンのために2つの大きな作戦を立てた。1つ目はハドソン川支配のための海陸協働作戦であり、その主力はジョン・バーゴイン将軍の指揮でケベックからの軍隊がシャンプレーン湖を下って進むものだった。この作戦の実行は最終的に失敗し10月にニューヨークのサラトガでバーゴイン軍が降伏することで終わった。2つ目の作戦はハウ将軍がフィラデルフィアを占領するものであり、初めは難しかったが9月に成功を収めた。
ワシントンの1777年の戦略は基本的に防御の姿勢を継続することだった。ニュージャージー北部ではハウが会戦に引き込もうとしていたのを避けることができたが、ハウがフィラデルフィアを占領するのを妨げることはできなかった。その代わりにバーゴイン軍の動きに対抗して防衛任務を与えられたホレイショ・ゲイツ将軍を支援するために物資を送った。ベネディクト・アーノルド少将とダニエル・モーガンのライフル銃隊がバーゴイン軍を破るために重要な役割を演じた。その後フランスが参戦した。

## 遺産
マンハッタン、ブルックリンおよびトレントンの都市開発環境の中で、その周辺で起こった戦闘を記念する銘板などの記念物が置かれている。プリンストンの戦場跡やワシントンがデラウェア川を渡った跡はアメリカ合衆国国家歴史登録財に指定され、州立公園でもこの方面作戦で起こった出来事の現場を全て保存している。モリスタウン国立歴史公園はこの方面作戦の終わりの冬を大陸軍が過ごした場所を保存している。

## 関連書籍
- Boatner, Mark Mayo, III (1974) [1966]. Encyclopedia of the American Revolution. New York: McKay. ISBN 0-8117-0578-1
- Buchanan, John (2004). The Road to Valley Forge: How Washington Built the Army That Won the Revolution. Wiley. ISBN 0-471-44156-2
- Dwyer, William M (1983). The Day is Ours!. New York: Viking. ISBN 0670114464
- Edgar, Gregory T (1995). Campaign of 1776: the road to Trenton. Bowie, MD: Heritage Books. ISBN 9780788401855. OCLC 32971099
- McCullough, David (2005). 1776. New York: Simon & Schuster. ISBN 0-7432-2671-2
- Wood, W. J (1995) (paperback). Battles of the Revolutionary War, 1775–1781. Da Capo Press. ISBN 0-306-80617-7 ISBN 0-306-81329-7 (2003 paperback reprint).